# Pok-ta-pok
În Antichitate, mayașii și toltenii din America Centrală practicau pok-ta-pok,un joc în care trebuiau să introducă o minge de cauciuc prin inele de piatră fixate la o înălțime de aproximativ 8m de perete.Jucătorii aveau voie să lovească mingea numai cu genunchii, umerii sau șoldurile. Nu era considerat un sport și un ritual sacru.Căpitanii echipelor care pierdeau erau uneori decapitați.Unul dintre uriașele stadioane de piatră în care erau organizatte aceste jocuri există și în zilele noastre în Chichén Itzá, în Mexic.